# Jędrzejowice (województwo świętokrzyskie)
Jędrzejowice – wieś w Polsce, położona w województwie świętokrzyskim, w powiecie ostrowieckim, w gminie Bodzechów.
W latach 1954–1972 wieś należała i była siedzibą władz gromady Jędrzejowice. W latach 1975–1998 miejscowość administracyjnie należała do województwa kieleckiego.

## Integralne części wsi
| SIMC    | Nazwa                | Rodzaj    |
| ------- | -------------------- | --------- |
| 0229458 | Jędrzejowice-Kolonie | część wsi |

## Historia
W XIX w. wieś i osada górnicza w gminie Częstocice, parafii Szewna. W 1827 r. Jędrzejowice miały 13 domów i 68 mieszkańców. W latach 80. XIX w. było tu 49 domów, 294 mieszkańców i 227 mórg ziemi włościańskiej. Działała tu również kopalnia rudy żelaza, należąca do barona Frenkla. Znajdująca się tu osada górnicza miała 2 domy, 10 mieszkańców i powierzchnię 20 mórg. Kopalnia posiadała dwukonny kołowrót do wydobywania rudy. Roczny urobek wynosił 2 miliony garncy.